# Mycalesis mineus
Mycalesis mineus é uma espécie de borboleta encontrada em Ásia.